# Kim Bo-kyung
Kim Bo-kyung (김보경?, 金甫炅?; Gurye, 6 ottobre 1989) è un calciatore sudcoreano, centrocampista del Suwon Bluewings.

## Caratteristiche tecniche
Gioca come trequartista, non solo dispone di una buona abilità nei passaggi, ma è pure un valido finalizzatore, possiede potenza di tiro oltre ad essere bravo nel calciare i prima intenzione. Il suo piede forte è il sinistro ma quando necessario tira bene anche con il destro. Nel 2010 è stato inserito nella lista dei migliori calciatori nati dopo il 1989 stilata da Don Balón.

## Carriera

### Club

#### Cerezo Osaka e Oita Trinita
La sua carriera da professionista inizia in Giappone con il Cerezo Osaka venendo però ceduto in prestito nella prima stagione all'Oita Trinita nella J2 League nel 2010, con il suo gol la squadra batte per 1-0 il Kashiwa Reysol, inoltre segna una doppietta, prima sconfiggendo per 3-1 il FC Gifu e poi battendo per 3-0 il Tokushima Vortis. Nel 2011 gioca con il Cerezo Osaka, dove segna il suo primo gol nella AFC Champions League, con un rigore, vincendo per 4-3 contro il Jeonbuk Hyundai. In campionato, nella J1 League segna una doppietta battendo per 4-0 lo Shimizu S-Pulse, segna un gol anche nella vittoria per 5-4 contro il Sanfrecce Hiroshima e riesce a fare una rete battendo per 7-1 l'Avispa Fukuoka. Nel 2012. nella sua ultima stagione con il Cerezo Osaka, segna sette gol in campionato, è autore di una doppietta sia nella vittoria per 3-0 contro l'Omiya Ardija che nella sconfitta per 3-2 contro il Kashima Antlers, inoltre con una rete decide la vittoria per 1-0 contro il Kawasaki Frontale.

#### Cardiff e Wigan
Si trasferisce in Inghilterra e nel 2012 inizia a giocare nel Cardiff, vincendo la Football League Championship, segna il gol del 4-1 battendo il Blackburn, riesce a fare una rete anche contro il Blackpool vincendo per 2-1. Ottenuta la promozione in Premier League segna una sola rete, nel pareggio per 2-2 con il Manchester City. Torna a giocare nella seconda divisione inglese, questa volta con la maglia del Wigan, riesce a segnare solo due gol, il primo battendo per 3-1 Blackpool e il secondo con la rete del 1-0 sconfiggendo il Norwich City.

#### Matsumoto Yamaga e Jeonbuk Hyundai
Torna a giocare in Giappone nel 2015 vestendo la maglia del Matsumoto Yamaga, giocando solo sei partite in tutto, si trasferisce poi nel club sudcoreano del Jeonbuk Hyundai, con il quale vince l'edizione 2016 della coppa continentale asiatica, nella quale segna un gol battendo per 3-0 l'FC Tokyo. Prende parte anche al Mondiale per Club dove segna due gol, prima perdendo per 2-1 contro l'América e poi battendo per 4-1 il Sundowns

#### Kashiwa Reysol e Ulsan Hyundai
Ritorna a giocare nella J1 League giapponese, con la squadra del Kashiwa Reysol, nel periodo in cui ha giocato con la squadra ha segnato solo due reti, nel 2018, battendo per 2-1 il Sagan Tosu e perdendo per 6-2 contro il Kashima Antlers. Viene ceduto poi in prestito all'Ulsan Hyundai, nella stagione 2019 del campionato sudcoreano segna 12 gol, riesce a fare una rete contro il Jeonbuk Hyundai, il Gangwon FC e il Jeju United vincendo tutte le partite con il risultato di 2-1, con il suo gol la squadra sconfigge per 1-0 il Seongnam FC inoltre segna una doppietta sconfiggendo per 3-1 il Seoul.

#### Ritorno al Jeonbuk Hyundai
Bo-kyung ritorna a giocare per il Jeonbuk Hyundai vincendo l'edizione 2020 della K League, segna un gol battendo per 2-1 il Pohang Steelers e un altro sconfiggendo per 3-1 il Suwon Bluewings, un'altra rete la mette a segno ai danni del Gwangju FC prevalendo per 4-1, inoltre riesce a fare una doppietta decidendo la vittoria su 2-0 contro il Daegu FC. Nel 2022 vince pire la Coppa di Corea del Sud, nella finale contro il Seoul serve al suo compagno Cho Gue-sung l'assist con cui quest'ultimo segna il gol del definitivo 3-1.

#### Suwon Bluewings
A partire dal 2023 inizia a giocare per il Suwon Bluewings.

### Nazionale
Con la Nazionale Under-19 gioca nella Coppa d'Asia giovanile segna una rete battendo per 2-0 l'Iraq, successivamente partecipa al Mondiale Under-20 Egitto 2009, segna un gol sia contro gli Stati Uniti che contro il Paraguay vincento entrambi i match per 3-0.
Con la Nazionale Under-23 prende parte ai Giochi asiatici nel 2010 vincendo la medaglia di bronzo, segna una rete battendo per 4-0 la Giordania, inoltre è autore del gol del 3-1 sconfiggendo l'Uzbekistan. Viene convocato nella Nazionale Olimpica partecipando ai giochi Londra 2012 vincendo il bronzo, segna il gol del 2-1 sconfiggendo la Svizzera.
È nel 2010 che viene convocato per la prima volta nella nazionale maggiore, il 9 gennaio perdendo in un'amichevole per 4-2 contro lo Zambia. Il 12 giugno 2012, con la maglia della nazionale, riesce a segna per la prima volta in una partita, con una doppietta sconfiggendo il Libano per 3-0, sempre nello stesso anno segna il gol del 3-1 battendo in un'amichevole il Mali, e sempre in un'altra partita amichevole segna il suo ultimo gol con la nazionale, l'11 novembre 2016 sconfiggendo il Canada per 2-0.

## Palmarès

### Club

#### Competizioni nazionali
- Football League Championship

Cardiff City: 2012-2013
- K League 1

Jeonbuk Hyundai: 2020
- Coppa di Corea del Sud

Jeonbuk Hyundai: 2020, 2022

#### Competizioni internazionali
- AFC Champions League: 1

Jeonbuk Hyundai: 2016

### Nazionale
- Giochi asiatici: 1

2010
- Bronzo olimpico: 1

Londra 2012
- Coppa dell'Asia orientale: 1

2019